# Burni Tetegak
Burni Tetegak är ett berg i Indonesien.   Det ligger i provinsen Aceh, i den västra delen av landet, 1 600 km nordväst om huvudstaden Jakarta. Toppen på Burni Tetegak är 1 180 meter över havet.
Terrängen runt Burni Tetegak är huvudsakligen kuperad, men åt nordväst är den bergig. Terrängen runt Burni Tetegak sluttar söderut. Runt Burni Tetegak är det mycket glesbefolkat, med 3 invånare per kvadratkilometer. I omgivningarna runt Burni Tetegak växer i huvudsak städsegrön lövskog.